# Хаджи Байрамли
Хаджи Байрамли (на гръцки: Θεοδόσια, Теодосия, до 1927 година Χατζή Μπαϊραμλή, Хадзи Байрамли) е село в Егейска Македония, Гърция, дем Кукуш (Килкис) на административна област Централна Македония. Хаджи Байрамли има население от 214 души (2001).

## География
Селото е разположено в планината Карадаг (Мавровуни), източно от град Кукуш (Килкис).

## История

### В Османската империя
През XIX век Хаджи Байрамли е село в Лъгадинска каза на Османската империя. В „Етнография на вилаетите Адрианопол, Монастир и Салоника“, издадена в Константинопол в 1878 година и отразяваща статистиката на населението от 1873 година, Хаджи Байрамли (Haji-Bayramli) е посочено като селище в Солунска каза с 300 домакинства, като жителите му са 810 мюсюлмани. Според статистиката на Васил Кънчов („Македония. Етнография и статистика“) в 1900 година селото има 800 жители, всички турци.

### В Гърция
След Междусъюзническата война селото попада в Гърция. Боривое Милоевич пише в 1921 година („Южна Македония“), че Хаджи-байрам (Хаџи-баjрам) има 80 къщи турци. В 1926 година името на селото е променено на Теодосия, но официално промяната влиза в регистрите в следващата 1927 година. В 1928 година селото е изцяло бежанско със 128 семейства и 460 жители бежанци.
| Име    | Име     | Ново име | Ново име | Описание                                              |
| ------ | ------- | -------- | -------- | ----------------------------------------------------- |
| Баирли | Μπαϊρλή | Анифория | Άνηφοριά | връх на Ю от Хаджи Байрамли (744,6 m)                 |
| Равна  | Ράβνα   | Исома    | Ίσωμα    | връх на С от Хаджи Байрамли и на З от Равна (915,6 m) |